# Stopa (film, 1983)
Stopa (v originále La Trace) je francouzsko-švýcarský hraný film z roku 1983, který režíroval Bernard Favre. Snímek měl světovou premiéru na mezinárodním filmovém festivalu v Chicagu v říjnu 1983.

## Děj
V roce 1859 podomní obchodník Joseph Extrassiaz opouští svou savojskou vesnici a odchází do Piemontu, aby zde prodával své zboží. Během zimy přejde údolí Aosty, Valais, Ticino, Lombardii, zpustošené válkou, která právě skončila, a na jaře se vrací do Savojska, ke své ženě a třem dětem, včetně dcery narozené v jeho nepřítomnosti. Cestou si koupí harmoniku. Po návratu do Savojska po něm francouzští celníci požadují zaplacení cla, protože Savojsko bylo připojeno k Francii.

## Obsazení
| Richard Berry        | Joseph Extrassiaz                 |
| Bérangère Bonvoisin  | Josephova žena                    |
| Sophie Chemineau     | Josephova sestra                  |
| Robin Renucci        | emigrant                          |
| Roger Jendly         | podomní obchodník svatých obrázků |
| Jeane Manson         | Carnavalova žena                  |
| Marc Perrone         | harmonikář                        |
| Philippe Krümm       | prodavač harmonik                 |
| Philippe du Janerand | průvodce                          |

## Ocenění
- César: nominace na nejlepší filmový debut (Bernard Favre)